# نوبويوكي كوجيما
نوبويوكي كوجيما (小島 伸 幸) ولد في 17 يناير 1966 في مايباشي، غونما هو حارس مرمى منتخب كرة القدم الياباني سابقاً. ولعب لعدة أندية في الدوري الياباني، بما في ذلك بلمار هيراتسوكا، افيسبا فوكوكا. لعب 4 مرات مع المنتخب الوطني لكرة القدم اليابان وكان أحد المشاركين في نهائيات كأس العالم لكرة القدم عام 1998.

## روابط خارجية
1. ↑  "معلومات عن نوبويوكي كوجيما على موقع scoresway.com". scoresway.com. مؤرشف من الأصل في 2018-02-26.
2. ↑  "معلومات عن نوبويوكي كوجيما على موقع talent.yahoo.co.jp". talent.yahoo.co.jp. مؤرشف من الأصل في 2019-12-15.
3. ↑  "معلومات عن نوبويوكي كوجيما على موقع national-football-teams.com". national-football-teams.com. مؤرشف من الأصل في 2020-03-14.

- نوبويوكي كوجيما على موقع الاتحاد الدولي (مؤرشف)  (الإنجليزية)
- نوبويوكي كوجيما على موقع رابطة كرة القدم اليابانية للمحترفين (اليابانية)
- نوبويوكي كوجيما على موقع قاعدة بيانات كرة القدم.إي يو (الإنجليزية)
- نوبويوكي كوجيما على موقع ناشيونال فوتبول تيمز (الإنجليزية)
- نوبويوكي كوجيما على موقع Soccerway.com (الإنجليزية)
- نوبويوكي كوجيما على موقع عالم كرة القدم.نت (الإنجليزية)